# Il genio della morte
Il genio della morte è una scultura di Tito Sarrocchi. Fu scolpita nel 1860 per la cappella Venturi-Gallerani nel Camposanto della Misericordia di Siena.
Il gesso della statua era esposto nella galleria dell'Accademia di San Luca a Roma.